# Campeloma limum
Campeloma limum är en snäckart som först beskrevs av Anthony 1860.  Campeloma limum ingår i släktet Campeloma och familjen sumpsnäckor. Inga underarter finns listade i Catalogue of Life.